# فوکبرز
فوکبرز (به انگلیسی: Fochabers) یک روستا در بریتانیا است که در Moray واقع شده‌است. فوکبرز ۱٬۷۲۸ نفر جمعیت دارد.